# Верхнє Котнирево
Верхнє Ко́тнирево (рос. Верхнее Котнырево) — присілок у складі Алнаського району Удмуртії, Росія.

## Населення
Населення — 173 особи (2010; 214 в 2002).
Національний склад станом на 2002 рік:
- удмурти — 100 %

## Історія
До 1929 року присілок входило в склад Кадіковської сільської ради Алнаської волості Можгинського повіту. З 1929 року присілок в складі Алнаського району. Того ж року в селі сформовано колгосп «Сталь». В 1950 році колгосп був ліквідований, а сусідні утворили колгосп ім. Суворова. 1954 року Кадиковська сільрада була ліквідована, а присілок відійшло до складу Кучеряновської сільради. 1964 року і вона була ліквідована і на її базі створено Байтеряковську сільраду.

## Урбаноніми[3]
- вулиці — Нова, Поперечна, Стара

## Відомі люди
- Шушков Микола Іванович — молодший лейтенант, призваний Алнаським РВК в жовтні 1939 року, на фронті з липня 1941 року. Був командиром стрілецького взводу, у боях 31 грудня 1943 року його взвод обійшов противника, зайняв ворожі траншеї, чим забезпечив рух радянських військ, тяжко поранений, помер від поранення.